# Lycosoides parva
Lycosoides parva là một loài nhện trong họ Agelenidae.
Loài này thuộc chi Lycosoides. Lycosoides parva được J. Denis miêu tả năm 1954.